# Рафаель Агілар (водне поло)
Рафаель Агілар (ісп. Rafael Aguilar, 0 грудня 1961) — іспанський ватерполіст і тренер.
Учасник Олімпійських Ігор 1984 року і, як тренер, 2008, 2012 років. Як тренер здобув зі збірною бронзову медаль Чемпіонату світу з водних видів спорту 2007 року і срібну 2009 року.